# Hainan, Wuhai
Hainan är ett stadsdistrikt i Wuhai i den autonoma regionen Inre Mongoliet i norra Kina.